# Jukka Matinen
Jukka Tapio Matinen (Kerava, 6 novembre 1978) è un ex cestista finlandese.
Giocava nella posizione di ala, con i suoi 2,02 metri e 98 kg.

## Carriera
È stato protagonista in molti campionati, specialmente nordeuropei.
Nel campionato finlandese, con i suoi Espoon Honka, ha vinto il titolo nel 2001, 2002 e nel 2007. Nel 2004 è stato invece campione di Germania, con il Frankfurt Skyliners; con la stessa squadra è diventato vicecampione la stagione seguente.
Fa parte della nazionale di pallacanestro finlandese.

## Palmarès

### Squadra
- Campionato finlandese: 4

Espoon Honka: 2000-2001, 2001-2002, 2006-2007, 2007-2008
- Campionato tedesco: 1

Skyliners Francoforte: 2003-04
- Coppa di Finlandia: 4

ToPo Helsinki: 1996, 1997
Espoon Honka: 2001, 2009

### Individuale
- Korisliiga MVP finali: 1

Espoon Honka: 2006-2007